# Prinerigone vagans
Prinerigone vagans är en spindelart som först beskrevs av Jean Victor Audouin 1826.  Prinerigone vagans ingår i släktet Prinerigone och familjen täckvävarspindlar. Utöver nominatformen finns också underarten P. v. arabica.